# Estany de Cabana Sorda
Estany de Cabana Sorda är ett vattenmagasin i Andorra. Det ligger i parroquian Canillo, i den nordöstra delen av landet. Estany de Cabana Sorda ligger 2 310 meter över havet.
Trakten runt Estany de Cabana Sorda består i huvudsak av kala bergstoppar och gräsmarker. Vid magasinet finns en stuga.